# 王希钟
王希钟（1928年11月—2022年12月19日），男，山东蓬萊人，中国电影化妆师，北京电影制片厂美术设计化妆师，曾任中国电影家协会理事。